# Saint Asonia (álbum)
Saint Asonia  es el álbum homónimo y debut de la superbanda Saint Asonia. Fue anunciado a través de Youtube un avance del grupo a principios de mayo de 2015, el primer sencillo "Better Place" fue revelado el 16 de mayo de 2015. También como la alineación del grupo, con Adam Gontier como el vocalista, Mike Mushok siendo el guitarrista, Corey Lowery como bajista y Rich Beddoe como baterista. El álbum fue lanzado el 31 de julio de 2015 con el sello de RCA Records. Tom Duffy (tío de Adam Gontier) proporcionó el bajo en algunas canciones del álbum, Lowery fue contratado después. El 13 de octubre, la banda anunció por las redes sociales que se incluirían 2 nuevas canciones en el álbum exclusivamente para Europa las cuales serían "No Tomorrow" y "Voice in Me". 

## Listado de canciones
Todas las canciones escritas y compuestas por Saint Asonia. 
| N.º | Título                              | Duración |  |
| 1.  | «Better Place»                      | 3:36     |  |
| 2.  | «Blow Me Wide Open»                 | 3:44     |  |
| 3.  | «Let Me Live My Life»               | 3:11     |  |
| 4.  | «Even Though I Say»                 | 4:08     |  |
| 5.  | «Fairy Tale»                        | 3:59     |  |
| 6.  | «King Of Nothing»                   | 3:34     |  |
| 7.  | «Waste My Time»                     | 3:14     |  |
| 8.  | «Dying Slowly»                      | 3:32     |  |
| 9.  | «Trying To Catch Up With The World» | 4:29     |  |
| 10. | «Happy Tragedy»                     | 3:38     |  |
| 11. | «Leaving Minnesota»                 | 3:28     |  |

Bonus Track

Todas las canciones escritas y compuestas por Saint Asonia. 
| N.º | Título        | Duración |  |
| 12. | «No Tomorrow» | 3:42     |  |
| 13. | «Voice in Me» | 3:26     |  |

## Puesto
| Listas (2015)    | Posición |
| ---------------- | -------- |
| US Billboard 200 | 29       |

## Personal
| Saint Asonia - Adam Gontier - vocalista, guitarra rítmica (ex-Three Days Grace) - Mike Mushok - guitarra líder, coros (Staind) - Corey Lowery - bajo (ex-Eye Empire) - Rich Beddoe - batería (ex-Finger Eleven) | Producción - Producido y mezcla de audio por John «Johnny K.» Karkazis - Ingeniería por Johnny K, Bradley Cook & Matt Dougherty - Masterización por Ted Jensen - Edición digital por Matt Dougherty - Bajo adicional por Alan Berliant, Johnny K & Thomas Duffy - Programación por Pete Murray - Administración por Jordan Berliant, Corey Crossfield, Mark Gorlick & Stephanie A. Hernández - A&R por David Wolter - Asesores legales: Safwan Javed & Chris Taylor - Contratación por Ryan Harlacher & Ralph James - Dirección de arte y diseño por Ryan Clark |